# Столкновение поездов между Андрией и Корато
Столкновение поездов между Андрия и Корато произошло 12 июля 2016 года; два пассажирских поезда столкнулись лоб в лоб на однопутном участке Бари-Барлетта, между городами Андрия и Корато, Италия. По меньшей мере 27 человек погибли, не менее 50 госпитализировано.
Участок трассы обслуживается железнодорожной компанией Ferrotramviaria.

## Столкновение

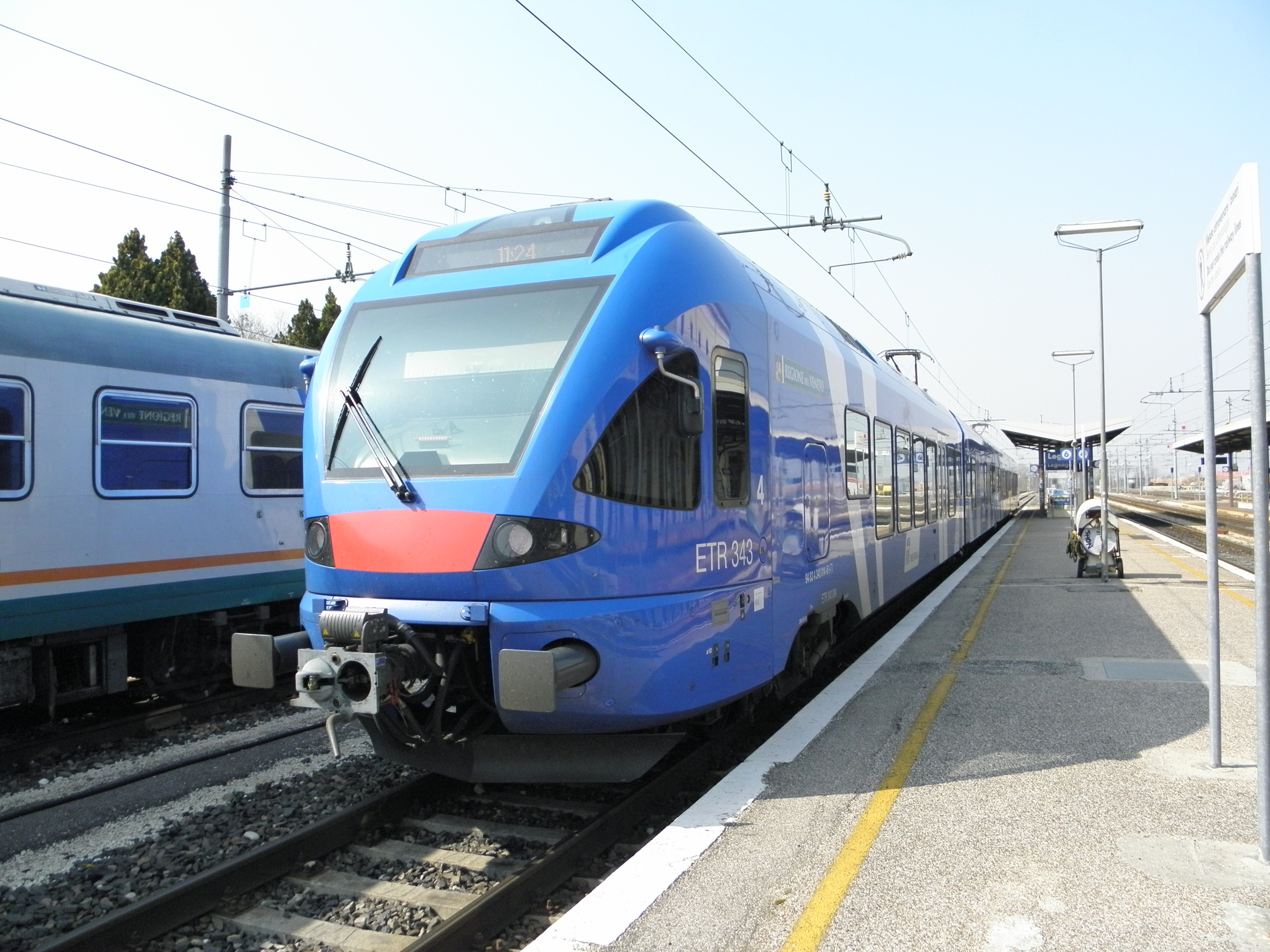
ETR 340; поезд такого же типа потерпел катастрофу.

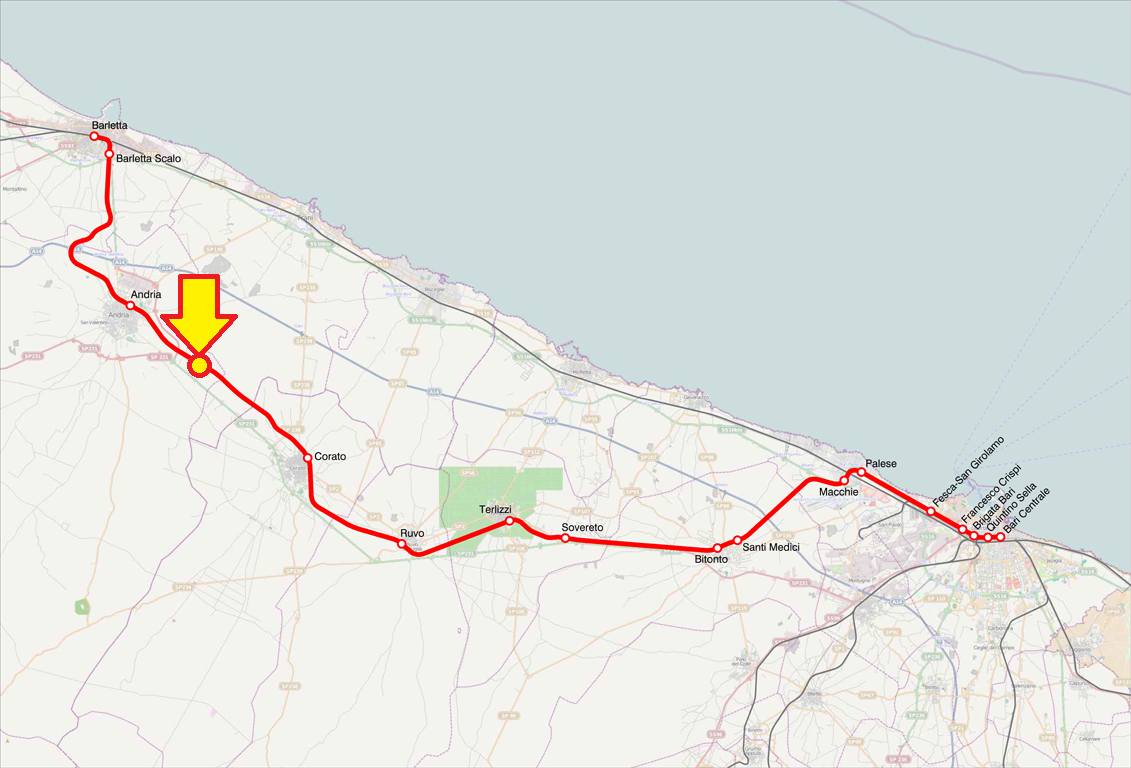
Участок Бари-Барлетта

Поезда Stadler FLIRT (ETR-340 и Alstom ELT-200 (Coradia). Первый поезд двигался на юго-восток от Андрии, другой поезд направлялся от города Корато, в северо-западном направлении, на момент столкновения оба поезда двигались на высокой скорости. Ведущая пара вагонов ETR-340 и ELT-200 сошла с рельсов, ещё три были уничтожены.
Столкновение произошло в сельской местности, рядом с оливковой рощей. Погода в момент столкновения была жаркая и солнечная.

### Операция спасения
Рядом с местом катастрофы был организован полевой госпиталь.

## Реакция
Премьер-министр Италии Маттео Ренци прервал свой визит в Милан и вернулся в столицу.
Соболезнования семьям погибших выразил Президент России Владимир Путин и Президент Киргизии Алмазбек Атамбаев

## Расследование
На данный момент[уточнить] идёт расследование, причина катастрофы выясняется. Предполагается, что столкновение произошло либо из-за ошибки машинистов, либо из-за сбоя железнодорожной сигнализации. Извлечен чёрный ящик одного из поездов.